# 320-ті
Правління Костянтина Великого у Римській імперії. У Китаї правління династії Цзінь. В Індії починається період імперії Гуптів.  В Японії триває період Ямато. У Персії править династія Сассанідів.
На території лісостепової України Черняхівська культура. У Північному Причорномор'ї готи й сармати.

## Події
- Заверлишося об'єднання Римської імперії під орудою Костянтина Великого.
- На римських кордонах панує відносний мир.
- Правитель Римської імперії Костянтин Великий почав впроваджувати християнські засади у римське право.
- Відбувся Перший Нікейський собор, що засудив аріанство  і прийняв Нікейський символ віри.
- В Індії почалося становлення імперії Гуптів.